# Prunum sapotilla
Espèce
Prunum sapotilla (ou Marginella sapotilla) est une espèce de mollusque gastéropode marin appartenant à la famille des Marginellidae.
Elle vit dans les eaux côtières du Panama. Sa coquille mesure 2,5 cm de longueur.

## Source
- Arianna Fulvo et Roberto Nistri (2005). 350 coquillages du monde entier. Delachaux et Niestlé (Paris) : 256 p.  (ISBN 2-603-01374-2)